# District Krasnogorski (oblast Moskou)
Het district Krasnogorski (Russisch: Красного́рский райо́н) is een gemeentelijk district in het centrum van de Russische oblast Moskou, ten noordwesten van Moskou. Het district heeft een oppervlakte van 224,99 km² en had 179.872 inwoners bij de volkstelling van 2010. 65% van deze inwoners woont in het bestuurlijk centrum van het district, de stad Krasnogorsk.

## Bestuurlijke indeling
Onder de jurisdictie van het district valt de stad Krasnogorsk, de nederzetting met stedelijk karakter Nachabino en 35 dorpen en gehuchten (posjoloks, selo's en derevnja's). 85,3% van de inwoners woont in verstedelijkt gebied, 14,7% in landelijk gebied. De bevolkingsdichtheid bedraagt 799,47 inw./km².
Een campus van de International School of Moscow ligt in Rosinka, in het district. De Moscow Country Club ligt ten noorden van Nachabino.